# Straßen (Asbach)
Straßen ist ein Ortsteil der Ortsgemeinde Asbach im Landkreis Neuwied im nördlichen Rheinland-Pfalz.

## Geographie
Der Weiler liegt im Niederwesterwald etwa zwei Kilometer südlich des Hauptortes Asbach an der Landesstraße 255, die Asbach mit Neustadt (Wied) verbindet. Im Westen grenzt der Ort Straßen an den Asbacher Ortsteil Hinterplag, im Süden an Oberplag.

## Geschichte
Straßen hat den jüngsten Ortsnamen in der heutigen Gemeinde Asbach und ist hergeleitet von seiner Lage an der Straße von Asbach ins Wiedtal (heute Landesstraße 255). Der Historiker Hellmuth Gensicke nennt den Ort Straßen als einen der Orte, der 1670 zur Honnschaft Schöneberg und zum Amt Altenwied im Kurfürstentum Köln gehörte. Zunächst trug nur ein Hof diesen Namen, 1787 waren es drei Häuser mit neun Einwohnern.
Nachdem das Rheinland 1815 zu Preußen gekommen war, gehörte der Ort Straßen zur Gemeinde Schöneberg im damals neu gebildeten Kreis Neuwied und wurde zunächst von der Bürgermeisterei Neustadt und ab 1823 von der Bürgermeisterei Asbach verwaltet. Nach einer Volkszählung aus dem Jahr 1885 hatte Straßen 17 Einwohner, die in drei Häusern lebten.
Bis 1974 gehörte Straßen zu der bis dahin eigenständigen Gemeinde Schöneberg. Aus ihr und den gleichzeitig aufgelösten Gemeinden Asbach und Limbach sowie einem Teil der Gemeinde Elsaff wurde am 16. März 1974 die Ortsgemeinde Asbach neu gebildet. 1987 zählte Straßen 64 Einwohner.